# Unterappenberg
Unterappenberg ist ein Gemeindeteil der Gemeinde Megesheim im Landkreis Donau-Ries (Regierungsbezirk Schwaben, Bayern).

## Geografie
Der Weiler liegt auf einer Höhe von 459 Meter über dem Meeresspiegel und liegt ca. 3,5 Kilometer südwestlich zum Pfarrdorf Megesheim. Weitere Ortschaften in der Nähe sind Hüssingen, Steinhart, Oberappenberg und Ursheim. Durch den Weiler fließt der Linksseitige Gänsbach. Der Oberlauf des Linksseitigen Gänsbachs der Saubach fließt ebenfalls durch diesen. Durch die Kreisstraße DON 36 ist Unterappenberg ans Verkehrsnetz angeschlossen.

## Geschichte

### Ortsname

#### Namenserklärung
Der Ortsname Unterappenberg besteht aus einem Grundwort, einem Bestimmungswort und außerdem einem Zusatz. Das Grundwort ist in diesem Falle das althochdeutsche Wort bërg, was so viel wie Anhöhe oder Bodenerhebung bedeutet. Das zugehörige Bestimmungswort kommt von dem althochdeutschen Personennamen Appo (wahrscheinlich eine Abkürzung für Adelbert), woraus im Genetiv Singular Appen wird. Der Zusatz des Ortsnamens ist das frühneuhochdeutsche Adjektiv under was zu unter wurde, was ursprünglich aus der mittelhochdeutschen Sprache kommt. Aus diesen Bestandteilen entsteht der Ortsname Unterappenberg.

#### Namensbedeutung
Der Name des Ortes bedeutet mit den oben genannten Bestandteilen so viel wie „Siedlung an oder auf dem Berg des Appo“.

### Entstehung des Ortes
Der alte Ort Appenberg entwickelte sich höchstwahrscheinlich aufgrund einer fränkischen Zwangssiedlung. Sächsische Familien wurden dorthin verpflanzt. Die Waldfläche um Ursheim-Appenberg, die gemäß der Urkunde von 899 ehemaliges Königsland und noch unbesiedeltes Waldgebiet war, könnte den Sachsenfamilien zur Rodung überlassen worden sein. Diese sächsischen Familien wurden aufgrund ihres Glaubens vertrieben. Ob die Siedlung der Familien zunächst in Unterappenberg oder Oberappenberg geschah oder ob gleichzeitig zwei Sachsenfamilien hier angesiedelt wurden, ist jedoch unbekannt. In Verbindung mit den Orten Ursheim, Hechlingen, Prunnon und Westheim wurde Appenberg erstmals am 1. Mai 899 urkundlich erwähnt, wobei die originale Urkunde verloren gegangen ist, aber Abschriften aus dem 17. Jahrhundert erhalten sind. Zu dieser Zeit erfolgte jedoch noch keine Unterscheidung zwischen Unterappenberg und Oberappenberg.

### Einwohnerentwicklung
| Jahreszahl | Einwohnerzahl |
| 1987       | 24            |
| 1970       | 26            |
| 1950       | 45            |
| 1925       | 45            |
| 1871       | 35            |

## Religion
Unterappenberg ist der Kirchengemeinde Ursheim angehörig.